# Henri Martin (pintor)

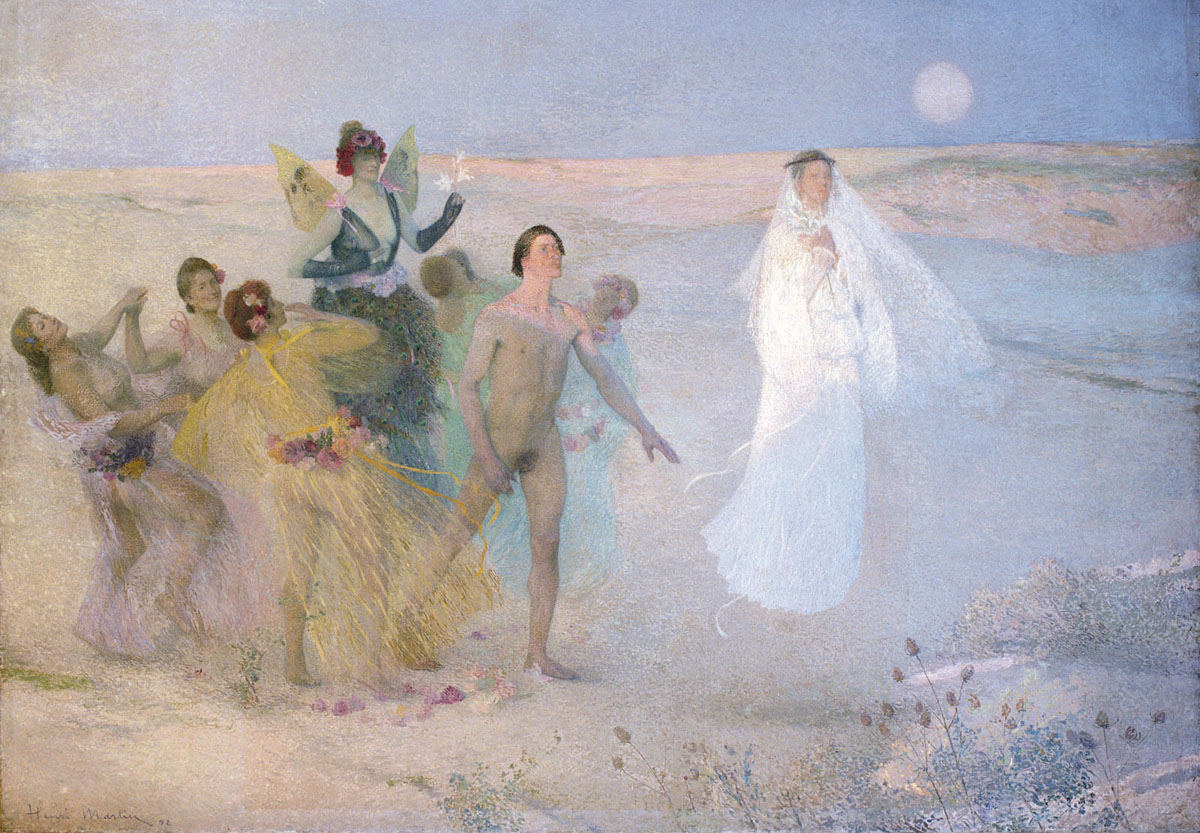
El hombre entre el vicio y la virtud (1892), de Henri Martin. Museo de los Agustinos, Toulouse.

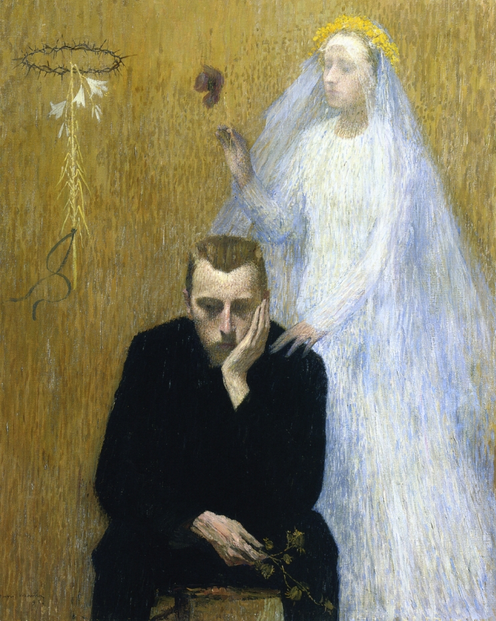
Henri Martin, "Escena mística" (1895). Colección particular.

Henri Jean Guillaume Martin, conocido como Henri Martin (Toulouse, 5 de agosto de 1860-Labastide-du-Vert, 12 de noviembre de 1943), fue un pintor francés postimpresionista.

## Biografía
Henri Martin nació a las tres de la mañana del 5 de agosto de 1860, en la Grande-Rue Saint-Michel de Toulouse. Su padre Auguste Jean François Martin, era ebanista, y su madre, Marie Victoire Massé, criada, según consta en su acta de nacimiento.
Pese a las fuertes reticencias de su padre, se matriculó en la Escuela Superior de las Bellas Artes de Toulouse, donde fue alumno de Jules Garipuy entre 1877 y 1879 (Garipuy era amigo de Bresdin y había sido discípulo de Delacroix). Gracias a una beca municipal pudo viajar a París, donde fue alumno de Jean-Paul Laurens. También fue alumno y colaborador del pintor Henri Doucet. En 1885 viaja a Italia y, junto a Edmond Aman-Jean y a Ernest Laurent, estudia allí a los grandes maestros antiguos de la pintura italiana. Este viaje le influirá grandemente y le orientará hacia un arte de inspiración poética. Su técnica se aleja de los modelos académicos y revela la influencia de los neoimpresionistas, si bien su relación con la pintura es más espontáneo que teórico. Su estilo se caracteriza por la pinceladas pequeñas, separadas y paralelas que construyen las formas y la luz, con un cromatismo idealista y onírico.
Era muy aficionado a la lectura. Estaba suscrito a las Liturgies intimes, editadas por la revista Saint-Graal y era lector de Poe, Dante, Byron, Baudelaire y Verlaine. Martín expuso obras de tema simbolista como Chacun sa chimère de 1891, o Vers l’abîme de 1897; y también paisajes brumosos poblados por figuras melancólicas y misteriosas.
Participó en 1892 en los salones de la Rosacruz de Joséphin Peladan. 
Recibió encargos de instituciones públicas para decorar sus edificios. Así, realizó pinturas en el Capitolio de Toulouse, la prefectura de Lot en Cahors, la Sorbona (1908), el Ayuntamiento de París, una sala del Palacio del Elíseo (1908), el Consejo de Estado francés (1914-1922) o  la alcaldía del V arrondissement (1935).
Henri Martin desarrolló temas simbolistas, teñidos siempre de poesía, con figuras de actitudes misteriosas y paisajes caracterizados por su atmósfera secreta, con un aura espiritual y sereno incluso en las composiciones más tradicionales, que tenían aire alegórico. Su sensibilidad profunda le llevó a plasmar un mundo idealizado con su técnica puntillista de grandes pinceladas.
Instaló su taller en  Labastide-du-Vert (departamento de Lot), donde murió.

Les rêveurs Capitolio de Toulouse

## Condecoraciones y reconocimientos oficiales
En 1896 obtuvo la cruz de caballero de la Legión de honor. En 1914 fue nombrado comendador. El 24 de noviembre de 1917, tras el fallecimiento del académico de la sección de pintura Gabriel Ferrier, Martin fue elegido miembro titular de la Academia de Bellas Artes de Francia.
En Cahors, el museo de la ciudad lleva su nombre. Instalado en el antiguo palacio episcopal, se conservan numerosas pinturas de Martin, además de otros fondos arqueológicos, etnográficos y artísticos.